# ヌーシャテル湖
ヌーシャテル湖（ヌーシャテルこ、フランス語: Lac de Neuchâtel, ドイツ語: Neuenburgersee）は、スイス西部にある湖。大部分はヌーシャテル州に属するが、ヴォー州・フリブール州・ベルン州にも属する。 
面積218.3平方キロメートルは、湖全域がスイスにある湖としてはスイス最大である（スイス領内の湖面積がジュネーヴ湖、ボーデン湖より大きい）。最長38.3キロメートル、幅最長8.2キロメートル。標高429メートルの位置にあり、最深部は152メートルである。排水域はおよそ2,670平方キロメートル。
湖へは、オルブ川、アルーズ川、スワイヨン川が流れ込む。モラ湖へ注ぐブロワ運河、ビール湖へ注ぐティエーユ運河がある。
湖岸にはヌーシャテルの他、グランソン、コロンビエ、サン＝ブレズ、シュヴルー、シャンマルタンといった市町村がある。
湖はキンクロハジロ、ホシハジロ、アカハシハジロの重要な生息地であり、東岸のキュドルファン付近の湿地および南側の湖岸はラムサール条約登録地である。

## 外部リンク

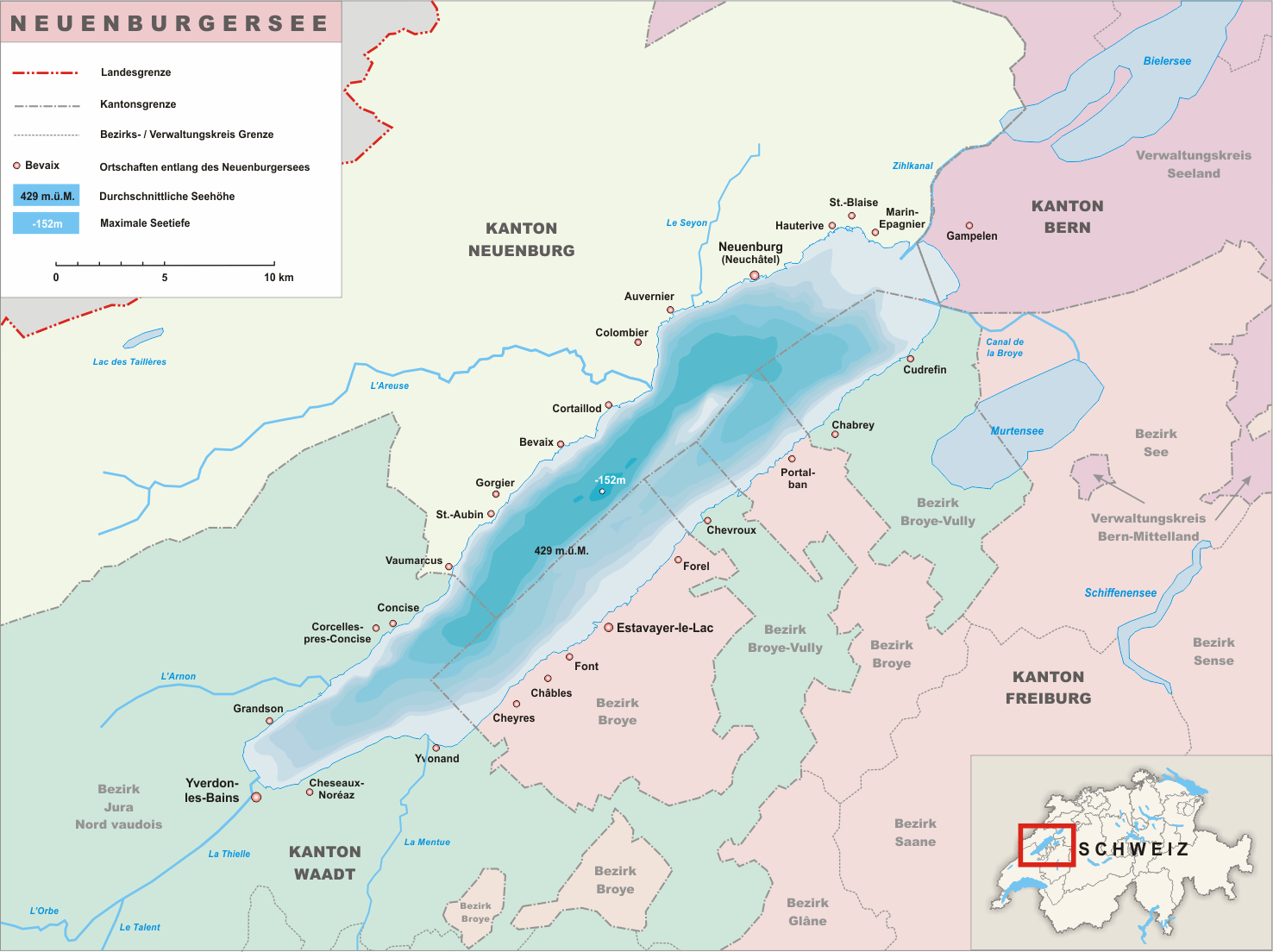
ヌーシャテル湖の位置